# Richard Taylor (Mathematiker)

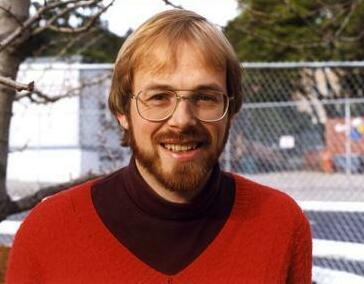
Richard Taylor (1999)

Richard Lawrence Taylor (* 19. Mai 1962 in Cambridge) ist ein britischer Mathematiker, der auf dem Gebiet der Zahlentheorie arbeitet.

## Lebenslauf
Er promovierte 1988 in Princeton über die Kongruenz von Modulformen bei Andrew Wiles.  Danach ging er nach Oxford. Für einige Zeit kehrte er nach Princeton zurück, um Wiles beim Beweis des Großen Fermatschen Satzes zu assistieren.
Von 1995 bis 1996 wurde er an den Savilian Chair of Geometry der University of Oxford berufen. Danach war er Professor an der Harvard University. Von 2012 bis 2018 war er Professor am Institute for Advanced Study in Princeton, seit 2018 ist er an der Stanford University.
Zu seinen Doktoranden gehören Kevin Buzzard und Kai-Wen Lan.

## Arbeiten
Im Jahr 1994–1995 hat er mit Andrew Wiles beim Lösen von Fermats letztem Satz zusammengearbeitet, nachdem der erste Beweisversuch von Wiles sich als lückenhaft erwies. Er war Co-Autor einer der beiden Veröffentlichungen zum Beweis.
Zusammen mit Michael Harris bewies er 1998 die lokale Langlands-Vermutung (das heißt für lokale p-adische Körper).
2001 vervollständigte Taylor zusammen mit Christophe Breuil, Brian Conrad und Fred Diamond den Beweis der Taniyama-Shimura Vermutung. Ein Teil der Vermutung wurde von Wiles für seinen Beweis des Fermat’schen letzten Satzes bewiesen.
2008 und 2009 kündigte er den Beweis der Sato-Tate-Vermutung (von Mikio Satō und John T. Tate) für spezielle elliptische Kurven an, in Zusammenarbeit mit Laurent Clozel, Michael Harris und Nicholas Shepherd-Barron.

## Auszeichnungen
1994 war er Invited Speaker auf dem ICM in Zürich (Representations of Galois groups associated to modular forms). 2001 wurde er mit dem Ostrowski-Preis ausgezeichnet und erhielt den Fermat-Preis. 2002 hielt er einen Plenarvortrag auf dem Internationalen Mathematikerkongress (ICM) in Peking (Galois representations). 2007 erhielt er den Shaw Prize und den Clay Research Award (mit Michael Harris für ihre Arbeiten über lokale und globale Galoisdarstellungen). 2008 hielt er einen Plenarvortrag auf dem Europäischen Mathematikerkongress in Amsterdam (The Sato-Tate-Conjecture). 2012 wurde Taylor in die American Academy of Arts and Sciences gewählt. 2014 wurde ihm gemeinsam mit vier weiteren Mathematikern der Breakthrough Prize in Mathematics zugesprochen für (so die Laudatio) mehrere Durchbrüche in der Theorie automorpher Formen, darunter die Taniyama-Weil-Vermutung, die lokale Langlandsvermutung für die allgemeine lineare Gruppe und die Sato-Tate-Vermutung. 2015 wurde Taylor in die National Academy of Sciences gewählt, 2018 in die American Philosophical Society. Er ist Fellow der American Mathematical Society.